# 岡山県旗
岡山県旗（おかやまけんき）は、日本の都道府県の一つ、岡山県の旗。本項では、旗に図示されている岡山県章（おかやまけんしょう）についても併せて解説する。

## 概要
1967年の地方自治法施行20周年を記念してデザインを公募し、岡山市在住のデザイナー・伴介隆の図案を採用。11月22日の県告示第883号「県章および県旗を定める告示」により制定された。
漢字の「岡」を円形に図案化し、県民の団結と県の発展・飛躍を表している。県旗は告示により地色を茄子紺色、県章の部分を金色と定めているが、略式の場合は県章を白抜きにしても良いとされる。また、県旗の地色については誤って紺や茶色で紹介される場合がある。
告示では県章の下に「岡山県」と県名を入れても良いと定められているが、県名を入れる際の書体や配色については特に指定されていない。

### 旧県章
岡山県の旧県章は1919年に制定された。この県章は漢字の「岡」を鈴の形に図案化したもので1935年と1948年にデザインが一部変更されている。公選制導入後の第2代知事・三木行治が「ブタが気絶しているようだね」と評したことから人気が無くなり、1956年に「丘」を表す2つの半円の中央を「山」を表す「∧」でまたぎ円で取り囲んだ職員団章を制定。1967年の現県章制定までは、この職員団章を県章に代えて使用していた。